# Зильбершлаг (лунный кратер)
Кратер Зильбершлаг (лат. Silberschlag) — небольшой ударный кратер в центральной области видимой стороны Луны. Название присвоено в честь немецкого теолога и естествоиспытателя Иоганна Исайи Зильбершлага (1721—1791) и утверждено Международным астрономическим союзом в 1935 г.

## Описание кратера

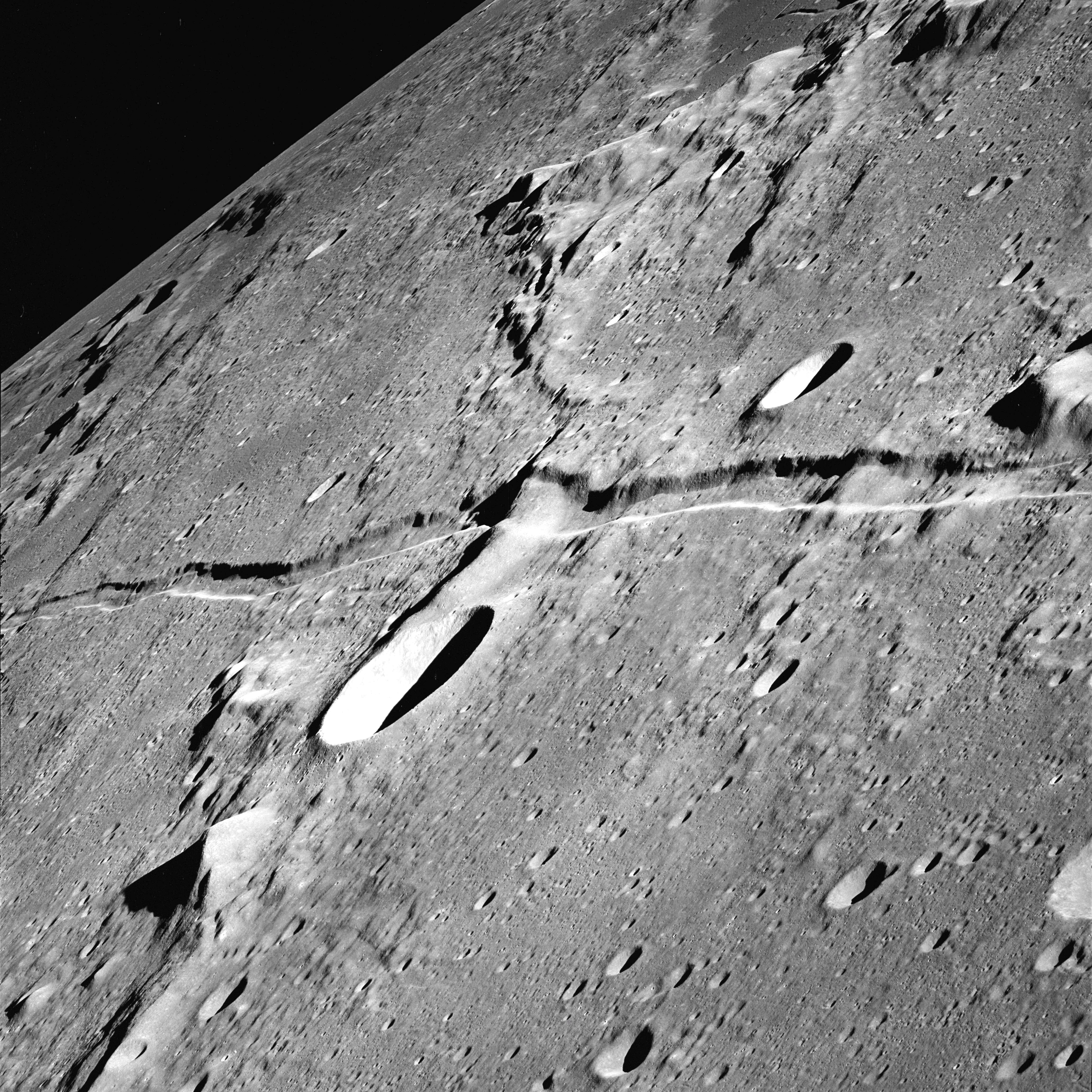
Кратер Зильбершлаг и борозда Аридея. Снимок с борта Аполлон-10.

Ближайшими соседями кратера являются кратер Гигин на западе-северо-западе; кратер Бошкович на севере-северо-западе; кратер Юлий Цезарь на северо-востоке; кратер Созиген на востоке-северо-востоке; кратер Аридей на востоке-юго-востоке; кратер Уэвелл на юго-востоке; кратер Темпель на юге и кратер Агриппа на юге-юго-западе. На севере в непосредственной близости от кратера Зильбершлаг проходит борозда Аридея; на западе-северо-западе от него находится борозда Гигина; на северо-западе Море Паров; на севере Озеро Нежности и Озеро Зимы; на северо-востоке Залив Славы; на востоке Море Спокойствия. Селенографические координаты центра кратера 6°13′ с. ш. 12°32′ в. д. / 6,21° с. ш. 12,53° в. д., диаметр 12,6 км, глубина 2,5 км.
Кратер имеет чашеобразную форму с острой кромкой вала, практически не подвергся разрушению. Высота вала над окружающей местностью достигает 490 м . К северной части вала примыкает небольшой хребет являющийся сохранившимся восточным участком вала сателлитного кратера Зильбершлаг P (см. ниже). На юге от кратера Зильбершлаг находится дуга хребта являющегося остатком древнего безымянного кратера.
Кратер Зильбершлаг включен в список кратеров с темными радиальными полосами на внутреннем склоне Ассоциации лунной и планетарной астрономии (ALPO).

## Сателлитные кратеры

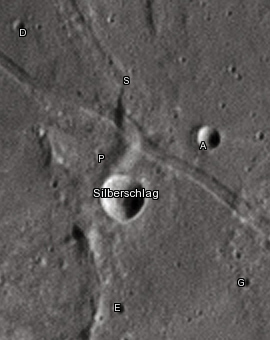
Снимок Девида Кемпбелла.

| Зильбершлаг | Координаты                                          | Диаметр, км |
| ----------- | --------------------------------------------------- | ----------- |
| A           | 6°56′ с. ш. 13°13′ в. д. / 6,93° с. ш. 13,22° в. д. | 6,4         |
| D           | 7°29′ с. ш. 11°13′ в. д. / 7,49° с. ш. 11,22° в. д. | 3,2         |
| E           | 5°12′ с. ш. 12°44′ в. д. / 5,2° с. ш. 12,73° в. д.  | 3,4         |
| G           | 5°44′ с. ш. 13°51′ в. д. / 5,73° с. ш. 13,85° в. д. | 3,1         |
| P           | 6°48′ с. ш. 12°01′ в. д. / 6,8° с. ш. 12,01° в. д.  | 31,6        |
| S           | 7°41′ с. ш. 12°17′ в. д. / 7,69° с. ш. 12,28° в. д. | 34,9        |

## См.также
- Список кратеров на Луне
- Лунный кратер
- Морфологический каталог кратеров Луны
- Планетная номенклатура
- Селенография
- Минералогия Луны
- Геология Луны
- Поздняя тяжёлая бомбардировка